# Oreonectes retrodorsalis
Oreonectes retrodorsalis és una espècie de peix de la família dels balitòrids i de l'ordre dels cipriniformes.

## Morfologia
- Cos i ventre recoberts completament per escates.
- Els mascles poden assolir 3,8 cm de longitud total.
- Cap comprimit i amb presència d'ulls.
- 11 radis tous a l'aleta dorsal i 9 a l'anal.
- Aleta caudal dentada.
- L'origen de l'aleta dorsal es troba darrere del de la pelviana.
- Línia lateral incompleta i amb 3-4 porus.[6][7]

## Hàbitat
És un peix d'aigua dolça, demersal i de clima tropical.

## Distribució geogràfica
Es troba a Àsia: Guangxi (la Xina).